# Loxaspilates hastigera
Loxaspilates hastigera är en fjärilsart som beskrevs av Butler 1889. Loxaspilates hastigera ingår i släktet Loxaspilates och familjen mätare. Inga underarter finns listade i Catalogue of Life.